# نامه‌هایی از جنگ
نامه‌هایی از جنگ (پرتغالی: Cartas da Guerra) یک فیلم درام به کارگردانی ایوو فری‌یرا و بر اساس رمان نامه‌نگارانه‌های اثر آنتونیو لوبو آنتونش است که در سال ۲۰۱۶ منتشر شد. فیلم در شصت و ششمین جشنواره بین‌المللی فیلم برلین به نمایش درآمد. این فیلم در بخش رقابت اصلی خرس طلایی این جشنواره حضور داشت اما موفق به کسب جایزه نشد.